# Minute by Minute (chanson)
Singles de The Doobie Brothers
What a Fool Believes
(1979) Dependin' on You
(1979)
Minute by Minute est une chanson écrite et composée par Michael McDonald et Lester Abrams, parue sur l'album du même nom des Doobie Brothers en décembre 1978. Elle est sortie en tant que deuxième extrait de l'album le 25 avril 1979 sous le label Warner Bros. Records.
Après sa sortie en single, elle a débuté au Billboard Hot 100 à la 67e place dans la semaine du 5 mai 1979 et a atteint la 14e place du 23 au 30 juin 1979. Minute by Minute a été nommé pour un Grammy Award pour la chanson de l'année, mais a perdu face au précédent single des Doobie Brothers, What a Fool Believes.

## Crédits
- Michael McDonald – claviers, synthétiseurs, chant principal
- Tiran Porter – guitare basse, voix
- Keith Knudsen – batterie, voix
- Bill Payne – synthétiseur (avec Michael McDonald)
- Bobby LaKind – congas

## Accueil commercial
Aux États-Unis, Minute by Minute était le single succédant au succès numéro 1 What a Fool Believes. Minute by Minute n'a pas renouvelé le succès de son prédécesseur, mais a atteint le top 20, culminant à la 14e place du classement Billboard Hot 100 . Il a également atteint la 74e place du classement Hot Soul Singles, ainsi que la 13e place du classement Adult Contemporary.
La chanson a également connu un certain succès dans les classements en dehors des États-Unis, atteignant le top 40 au Canada et en Nouvelle-Zélande ainsi que la 47e place au Royaume-Uni.

## Classements hebdomadaires
| Classement (1979)               | Meilleure position |
| ------------------------------- | ------------------ |
| Canada (RPM 100 Singles)        | 23                 |
| États-Unis (Hot 100)            | 14                 |
| États-Unis (Adult Contemporary) | 13                 |
| États-Unis (Hot Soul Singles)   | 74                 |
| États-Unis (Cash Box)           | 13                 |
| Nouvelle-Zélande (RMNZ)         | 34                 |
| Royaume-Uni (UK Singles Chart)  | 47                 |

## Version de Peabo Bryson
Singles de Peabo Bryson
What You Won't Do for Love
(1980) I Love the Way You Love
(1980)
Le chanteur de soul américain Peabo Bryson a repris Minute by Minute dans son cinquième album studio Paradise paru en 1980.
Sortie en tant que premier single de l'album la même année, la chanson atteint la 12e place du classement Hot Soul Singles lors de la semaine du 17 mai 1980. Sa version est également incluse sur sa compilation de 2001 Anthology .

### Classements hebdomadaires
| Classement (1980)             | Meilleure position |
| ----------------------------- | ------------------ |
| États-Unis (Hot Soul Singles) | 12                 |

## Autres reprises
Plusieurs reprises de la chanson ont été enregistrées, notamment :
- 1979 : Helen Reddy – parue sur l'album Reddy. Billboard a choisi la version de Reddy comme l'un des meilleurs titres de l'album, l'appelant « un possible single superbe »[10] ;
- 1986 : Larry Carlton – parue sur son album Discovery ;
- 1990 : Phish a repris Minute by Minute lors de quelques concerts en 1990[11],[12] ;
- 1994 : Stanley Clarke – dans son album Live at the Greek. JazzTimes a décrit la reprise de Stanley Clarke comme une « joie pop pure »[13] ;
- 1996 : Kim Pensyl – parue sur l'album Under the Influence ;
- 2006 : Bobby Lyle – parue sur l'album Hands On ;
- 2007 : The Temptations – parue sur l'album Minute by Minute ;
- 2012 : Meek Mill a échantillonné Minute by Minute sur son single Amen avec Drake et Jeremih.